# Розенталь, Джозеф
Джо Розенталь (15 мая 1921, Кишинёв — 1 июля 2018) — канадский скульптор, книжный график.
В 1927 году эмигрировал с родителями в Канаду, поселился в Торонто. В 1936—1940 годах учился в Центральной технической школе. В годы Второй мировой войны служил в канадской армии (1942—1945), после демобилизации окончил Колледж искусств Онтарио (1947). Большую часть жизни прожил в Торонто.
Работал книжным графиком и оформителем в нескольких журналах. Был членом троцкистской Революционной рабочей партии.
Монументальные скульптурные группы Джо Розенталя установлены в скульптурном парке Виндзора, на территории колледжа св. Михаила Торонтского университета, в парке Ривердэйл (скульптура Сунь Ятсена, 1984).
Провёл 14 персональных выставок. Член Канадской королевской академии искусств. 
Его жена — Джойс Розенталь, феминистка, сестра канадского троцкиста Росса Доусона. Сын — Рональд Розенталь.

## Альбомы
- Old Markets, New World. Торонто: Macmillan Company of Canada, 1964.
- Indians: A Sketching Odyssey. Clarke & Irwin, 1971.